# RD-214
El RD-214 (índice GRAU 8D59) era un motor de cohete líquido, quemaba AK-27I (una mezcla de 73% de ácido nítrico y 27% de N 2 O 4 + yodo pasivante y TM-185 (una mezcla de queroseno y gasolina) en el ciclo del generador de gas. Como en el caso de muchos motores con influencia V-2, la única turbina era impulsada por el vapor generado por la descomposición catalítica de H2O2. También tenía cuatro cámaras de combustión y el control vectorial se lograba mediante paletas refractarias inmersas en el escape de la tobera.

## Desarrollo
Después de la Segunda Guerra Mundial, los ingenieros soviéticos trataron de absorber y desarrollar aún más la tecnología de cohetería alemana. Para los requisitos para tener propelentes almacenables y mayor empuje, el OKB-456 de Glushko desarrolló el RD-211, que tenía cuatro cámaras de combustión, cada una con el doble del empuje del RD-100, una adaptación rusa del motor V-2 A -4. Los cuatro cámaras eran alimentados desde una único turbobomba que, también como su inspiración alemana, se alimentan por el vapor generado a partir de la descomposición catalítica del H2O2. Cuando llegó el requisito del proyecto del misil de crucero Buran, se desarrolló una versión para dicho proyecto, el RD-212 . Lamentablemente, tanto el RD-211 como el RD-212 resultaron demasiado débiles para su empleo y el proyecto fue abandonado en favor del RD-213 para Buran. Cuando el OKB-586 de Yangel tuvo la tarea de desarrollar el primer propulsor almacenable para misil balístico en el arsenal Soviética, la RD-211 demostró ser demasiado débil. Por lo tanto, el proyecto fue definitivamente abandonado y se desarrolló el más poderoso RD-214. Puesto que Korolev se negó a usar propelentes tóxicos, básicamente lo dejó fuera de la carrera de desarrollo de misiles balísticos, el diseño básico del RD-211 también sirvió de base para los motores RD-107/RD-108, que fue el cohetes más empleado en la historia.
El R-12 inicial era un misil lanzado desde una plataforma. Esto creaba importantes problemas operativos en la preparación y vulnerabilidad. Por lo tanto, se desarrolló una versión lanzada desde silo la R-12U. Para dicha versión, se desarrolló el RD-214U. Cuando Yangel usó el R-12U como base para el Kosmos-2 63S1, se desarrolló y se probó el encendido del RD-214F, pero finalmente se usó el stock de R-12U como primera etapa. Así como para todos los posteriores 63S1M y 11K63.